# Natalja Boeksa
Natalja Boeksa (Lviv, 6 november 1996) is een Oekraïense schaakster. Sinds 2018 is ze internationaal meester (IM), sinds 2015 is ze grootmeester bij de vrouwen (WGM).

## Schaakresultaten
Natalja Boeksa schaakt sinds 2006. In 2015 won ze in Chanty-Mansiejsk het wereldkampioenschap schaken voor junioren, waardoor ze de titel grootmeester bij de vrouwen (WGM) verkreeg. Ook kwalificeerde ze zich hiermee voor het wereldkampioenschap schaken voor vrouwen in 2017. Ze maakte deel uit van het team van Oekraïne op het wereldkampioenschap schaken voor landenteams voor vrouwen in 2017 en won spelend aan het reservebord een individuele bronzen medaille. In november 2017 werd ze in Boedapest met 5 pt. uit 9 partijen vierde op het "First Saturday" Mixed Grandmasters toernooi.
Boeksa won in 2018 in Kiev het Oekraïense schaakkampioenschap voor vrouwen. In 2018 werd haar door het FIDE-congres in het Georgische Batoemi de titel internationaal meester (IM) verleend.
In september 2018 bereikte haar Elo-rating 2437 punten en was zij de vijfde speelster van Oekraïne. In januari 2022 was haar rating 2401, en stond daarmee op nummer 54 op de wererdranglijst voor vrouwen.
Bij de in 2022 gehouden 44e Schaakolympiade maakte zij deel uit van het Oekraïense vrouwenteam dat de gouden medaille won in het vrouwentoernooi.

## Persoonlijk leven
Boeksa is sinds 2018 gehuwd met de Azerbeidzjaanse schaakgrootmeester Rauf Mamedov.

## Externe koppelingen
- (en)   Informatie over schaakpartijen van Natalja Boeksa op ChessGames.com
- (en)   Informatie over schaakpartijen van Natalja Boeksa op 365chess.com
- (en)  FIDE-ratinggegevens voor Natalja Boeksa
- The Top Chess Players in the World, www.chess.com
- Youtube Video: GM Mikhail Kazakov (2360) - WGM Natalja Buksa (2337), november 2016, www.youtube.com